# Hamngatan, Malmö

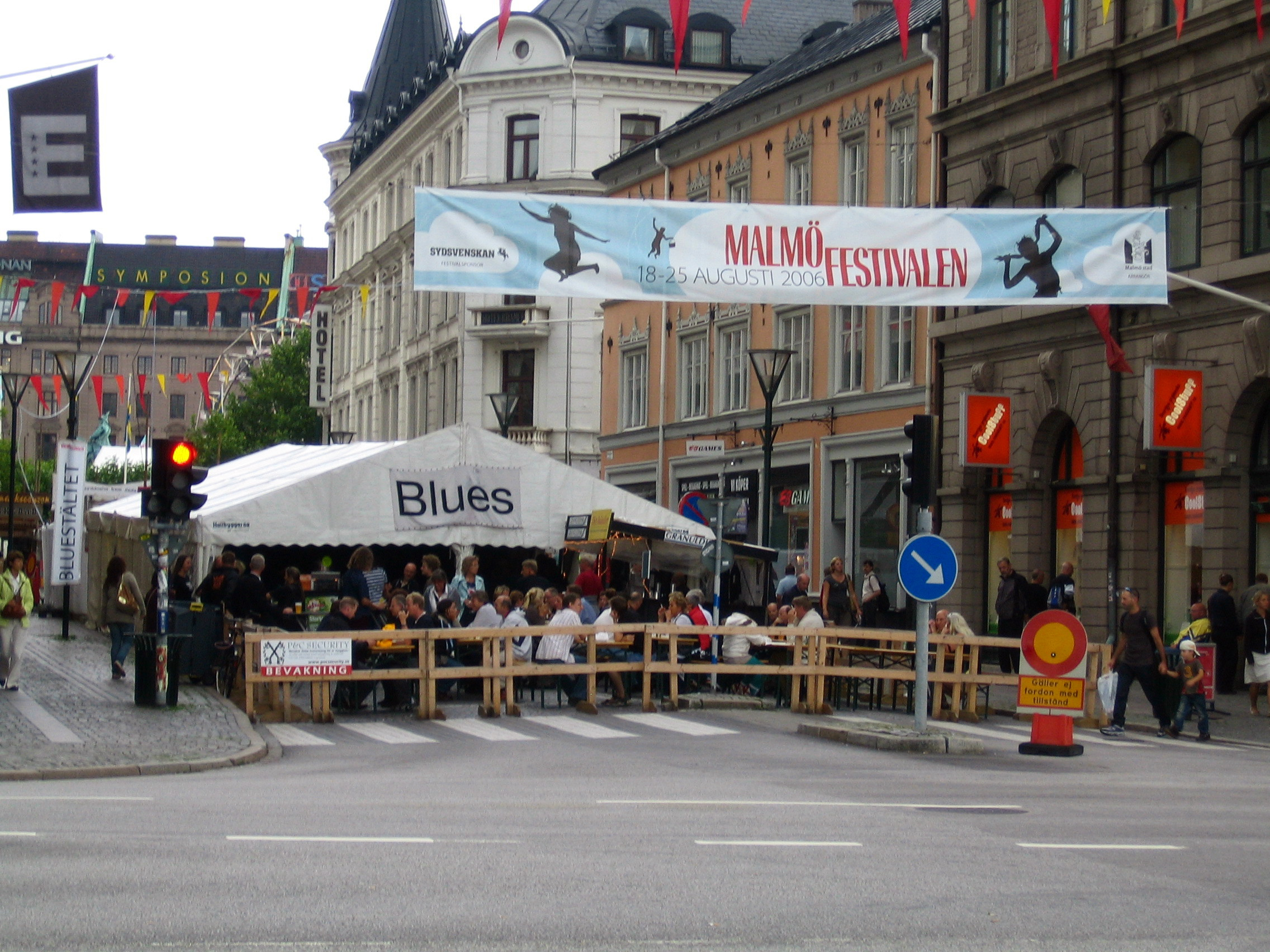
Hamngatan under Malmöfestivalen 2006.

Hamngatan är en gata i Malmö som sträcker sig från Norra Vallgatan till Stortorget och korsar Adelgatan.
Gatans norra del har medeltida ursprung och har haft namnen Færgestredet 1448, Prammandstredet 1484, 1546 och 1583, Poffvel Fechtels strede 1615, Mörka porten (från slutet av 1700-talet), Östra Hamngränd 1846 och Östra Hamngatan 1864. Gatans fortsättning till Stortorget utlades 1867–1868 och erhöll samma namn som den äldre delen. Inför Baltiska utställningen genomfördes  1913–1914 under ledning av stadsingenjör Anders Nilsson en breddning av gatan, som då blev ett paradstråk mellan Malmö centralstation och Stortorget och namnet ändrades 1914 till det nuvarande (samtidigt utbyttes gatunamnet Västra Hamngatan till Gråbrödersgatan).
År 1892 flyttade Malmö Spårvägs AB hästspårvägstrafiken från Frans Suellsgatan till dåvarande Östra Hamngatan. Vid den elektrifiering som följde efter kommunaliseringen 1905 (se Malmö stads spårvägar) förlades dock spårvägstrafiken åter till Frans Suellsgatan.